# Kiviuq (Mond)
Kiviuq (auch Saturn XXIV) ist einer der kleineren äußeren Monde des Planeten Saturn.

## Entdeckung
Die Entdeckung von Kiviuq durch ein Team bestehend aus Brett Gladman, John J. Kavelaars, Jean-Marc Petit, Hans Scholl, Matthew J. Holman, Brian G. Marsden, Philip D. Nicholson und Joseph A. Burns auf Aufnahmen vom 7. August bis zum 4. November 2000 wurde am 18. November 2000 bekannt gegeben. Kiviuq erhielt zunächst die vorläufige Bezeichnung S/2000 S 5. Benannt wurde der Mond nach Kiviuq, einem Helden epischer Geschichten in der Welt der Inuit in den arktischen Regionen Kanadas, Alaskas und Grönlands.

## Bahndaten
Kiviuq umkreist Saturn auf einer exzentrischen Bahn in einem mittleren Abstand von 11.311.000 km in rund 449 Tagen. Die Bahnexzentrizität beträgt 0,334, wobei die Bahn mit 48,7° stark gegen die Ekliptik geneigt ist. Kiviuq gehört zur Inuit-Gruppe der Saturnmonde.

## Aufbau und physikalische Daten
Kiviuq besitzt einen Durchmesser von 14 km. Seine Dichte wird mit 2,3 g/m3 abgeschätzt. Er ist vermutlich aus Wassereis mit einem hohen Anteil an silikatischem Gestein zusammengesetzt. Er besitzt wohl eine sehr dunkle Oberfläche mit einer geschätzten Albedo von 0,06, d. h., nur 6 % des eingestrahlten Sonnenlichts werden reflektiert. Von der Erde aus gesehen ist er mit einer scheinbaren Helligkeit von 22,1m ein äußerst lichtschwaches Objekt. Die Rotationsperiode wurde von der Raumsonde Cassini-Huygens gemessen und ist mit fast 22 Stunden Dauer ungewöhnlich lang.